# Günseli Başar
Günseli Başar (Diyarbakır, 22 de gener de 1932 - Istanbul, 19 d'abril de 2013) fou una model turca, Miss Europa 1952 i Miss Turquia 1951. Başar, la primera Miss Europa turca, es casà dues vegades, la primera vegada amb Kutsi Beğdeş, un home de negocis, i després amb Faruk Tunca, Alcalde d'Esmirna, amb qui tingeren una filla, Aslı Tunca. Günseli Başar, rebé teràpia per l'alzheimer que patia des de feia alguns mesos a Istanbul, visqué els ultimis 18 anys de la seva vida a Bodrum, on finalment va ser enterrada.